# Camp cromàtic
El camp cromàtic és el camp lexical de noms donats a les colors que permet la identificació pel llenguatge de les diferents tonalitats d'aquestes colors. Els adjectius pàl·lid o clar o, al contrari, fosc precisen lluminositat, apagat o gris o al contrari; brillant o intens, la vivacitat.
Exemple: la color de lavanda o espígol, que es pot descriure com a blau pàl·lid grisenc, pertany al camp cromàtic blau.
Els límits dels camps cromàtics no són definits. Per designar una tonalitat relacionada amb dos camps cromàtics, unim els dos noms, per exemple blau verd.
La visió dels colors dels éssers humans en configura el vocabulari o, per contra, els termes utilitzats en les llengües influeixen en la seva manera de percebre les colors? Aquesta és una qüestió debatuda en filosofia, psicologia i antropologia de la segona meitat del segle XX ençà.

## Definició
Els termes utilitzats per a designar les colors es poden referir directament a l'experiència perceptiva, com la paraula vermell, o evocar un material o un objecte exemplar d'una color, com elrosa. Els termes que evoquen la color per un objecte són metonímies, el nombre de les quals és il·limitat; però cada llengua tan sols té un petit nombre de mots simples (lexemes) dedicats a percepcions de colors, per a les quals observem una gran concordança d'ús entre parlants.
Aquests « adjectius de color semàntics primitius o fonamentals » (que s'utilitzen al mateix temps com a noms de color) es defineixen per l'absència d'un terme de color que cobreix un camp que els engloba. Podem dir " el vermelló és una mena de vermell » ; no podem dir " el vermell és una mena d'<una altra color> »: així el vermell és efectivament un terme de color primitiva.
En lloc d'un to específic, aquests noms de colors designen una totalitat amb característiques comunes: una longitud d'ona dominant, una claredat (o lluminositat) i una vivacitat (o saturació) pròximes. No cal cap acord en què és el vermell, que sigui més aviat un vermelló, o que sigui més aviat un escarlata o més aviat un carmí, per a saber reconèixer un vermell.
Aquestes categories de matisos formen els camps cromàtics. La totalitat dels termes de color en un llenguatge donat cobreix la totalitat de les colors visibles (que és continu) : per tant, si una llengua solament té 3 termes de color, aquests d'alguna manera divideixen l'"espai de color" en 3 camps. Vegeu més avall la perspectiva antropològica.

## Cens de camps cromàtics
Hi ha 11 camps cromàtics en català : vermell, taronja, groc, verd, blau, morat, rosa, marró, negre, blanc, gris
A França, la norma AFNOR X08-010 Classification méthodique générale des couleurs (anul·lada el 2014) va afegir violeta, marfil, crema, beix, caqui, marró i bordeu. Indicava, definint les tonalitats per la seva longitud d'ona dominant, llur saturació i llur luminància o claredat, els límits de tots aquests camps cromàtics, i què es pot entendre amb els adjectius que especifiquen la posició de la tonalitat en un camp, pàl·lid, gris, fosc, clar, mitjà, fosc, viu, intens.
Michel Pastoureau assenyala que dels noms de colors utilitzats en francès, sols set no fan referència a cap objecte que no sigui la color. Aquestes són les sis colors elementals d' Ewald Hering, que orienten la percepció visual més la que resulta quan cap no domina: blanc, negre, vermell, verd, blau, groc i gris.
La designació de camps cromàtics és una qüestió de llengua, però també de cultura i és rar, fins i tot entre llengües de la mateixa família i parlants de cultures similars, que els camps cromàtics se superposin exactament. Fins i tot dos individus del mateix origen no utilitzaran necessàriament el mateix nom, especialment per a una color intermediària i poc comuna. L'aprenentatge, per exemple en les professions de belles arts, permet d'ampliar i afinar la percepció cromàtica i el vocabulari descriptiu.

## Camps de color i antropologia
El recull i anàlisi de termes de color en diferents idiomes dona lloc a un debat antropològic. Segons la hipòtesi de Sapir-Whorf, les categories lingüístiques condicionen els nostres processos mentals. El lèxic del color organitza la percepció de les colors. L'antropologia cognitiva s'ha proposat d'explicar les relacions entre cultura i coneixement, i el treball etnogràfic ha estudiat, en diverses poblacions, els termes de color i les habilitats a reconèixer, anomenar i recordar una tonalitat. Al principi dels anys 1960, els psicòlegs Roger Brown i Eric Lenneberg van demostrar que el lèxic dels colors semblava tenir una influència real en la percepció i la memòria de les colors pels parlants de diferents llengües.
El 1969, els antropòlegs Brent Berlin i Paul Kay van publicar els seus Basic color terms, mostrant, a través de l'estudi de diverses dotzenes d'idiomes d'arreu del món, una estructura jeràrquica comuna de termes de color. Si el lèxic del llenguatge limita el pensament, la percepció limita, fins a un cert punt, el pensament. Berlin i Kay van observar un enclavament de camps cromàtics. Un llenguatge que sols té dues categories de colors té sempre els mateixos, una agrupant els tints foscs i freds, el més exemplar dels quals és el negre, l'altra els tints calents i clars, al voltant del blanc. Una llengua que té tres categories afegeix a les dues primeres una categoria de colors vives, per metonímia el vermell. Els autors postulen que l'augmentació del nombre de categories correspon a una evolució, de la qual donen així una taula de set estadis.
| Estadi | no |                                                                                              | Observacions                                                                               |
| 1      | 2  | negre, fosc i fred <> blanc, calent i clar                                                   |                                                                                            |
| 2      | 3  | afegeix vermell : contrasta el que té colors brillants amb matisos més apagats               | Antiguitat europea i indoeuropea ; Fon-gbe (Àfrica Occidental)                             |
| 3      | 4  | afegeix o verd o groc, un tint que és alhora de colors vius i clars o de colors vius i foscs |                                                                                            |
| 4      | 5  | com 3, amb verd i groc                                                                       | en coreà (Choi-Jonin 2005)                                                                 |
| 5      | 6  | afegeix blau                                                                                 | colors de l'heràldica − Baixa Edat Mitjana ; colors elementals d' Ewald Hering (segle xix) |
| 6      | 7  | afegeix bru                                                                                  |                                                                                            |
| 7      | 8  | afegeix porpra, rosa, taronja o gris                                                         | actualitat de les llengües europees                                                        |

Per a Berlin i Kay, aquesta organització del lèxic dels termes de color indica que les estructures dels processos mentals determinen les categories del llenguatge més que al revés; el que hi pot haver universal en el primer, del fet de la comunitat genètica de l'espècie humana, explica la universalitat d'aquest aspecte del llenguatge.
Aquest model ha tingut molta influència; tanmateix, el treball de Berlín i Kay havia suscitat debats i crítiques per part dels seus col·legues. Les construccions evolutives, com la hipòtesi de Sapir-Whorf, són exemples de debat en curs dels orígens de l'antropologia i la psicologia ençà, a la fi del segle xviii a Europa. La comparació d'aquests lèxics constitueix un cas de prova en les controvèrsies que s'oposen als defensors d'aquests models. Els opositors sotalineen el risc que el mètode triat confirmi inevitablement la hipòtesi inicial. Molts defensors del model han criticat les recerques lingüístiques de molts defensors d'aquest model, mentre que els crítics han provat de respondre-hi amb una metodologia diferent.
Berlin i Kay van revisar el seu model el 1999. En aquella època van concloure que l'augmentació del nombre de termes bàsics, que designen una color focal relativament ben definida, correspon a una partició successiva de l'espai de les colors; i que les colors primitives d'Hering constitueixen, amb les seves possibles intermediàries, el repertori dels termes bàsics de color. Creuen que la seqüència evolutiva es divideix en dues parts, que se succeeixen, però de vegades es superposen: el primer condueix a les sis colors primitives d'Hering, el segon a termes intermediaris.
Recerques més recents han demostrat que una petita diferència fisiològica compartida entre tots basta per a explicar l'ordre en què es constitueixen els lèxics de color. La visió humana té un llindar més baix per a diferenciar dos tints veïns a les regions de l'espectre groc i blau verd. Un grup arriba més fàcilment a un acord sobre el nom d'un tint quan els participants distingeixen menys matisos. El temps necessari per a la negociació se superposa amb l'ordre de la llista de Berlín i Kay.
Com que la percepció de les colors sembla un assoliment cognitiu, els cercadors s'han interessat en la percepció del color dels nadons. El camp visual de cada ull es divideix en dues parts. La part esquerra del camp visual és relligada pel nervi òptic amb l'hemisferi cerebral dret, i viceversa. En els adults, la velocitat de tria de les colors és superior per al camp visual dret, el qual correspon a l'hemisferi cerebral esquerre, que conté centres de categorització lligats amb el llenguatge. No passa el mateix amb els nadons. Els autors dedueixen que la categorització de les colors pel llenguatge és essencial durant el desenvolupament mental